# Acaenitellus orientalis
Acaenitellus orientalis är en stekelart som beskrevs av Gupta 1988. Acaenitellus orientalis ingår i släktet Acaenitellus och familjen brokparasitsteklar. Inga underarter finns listade i Catalogue of Life.